# Il proclama di Rimini
Il proclama di Rimini è una canzone incompiuta di Alessandro Manzoni che prende spunto dal Proclama di Rimini emanato nel 1815 dall'ex re di Napoli e cognato di Napoleone Gioacchino Murat con l'intento di risollevare i popoli italiani contro l'invasione austriaca per la riconquista del suo antico reame.

## Il contesto
Alla fine della Campagna di Russia del 1812, Napoleone esce come un comandante sconfitto: le nazioni finora sottomesse gli si ribellano e, con la successiva battaglia di Lipsia e l'invasione della Francia del 1814, l'imperatore è costretto ad abdicare. Nel 1815, però, Napoleone ritorna trionfante a Parigi dal suo esilio all'Isola d'Elba, dando inizio all'epopea dei Cento giorni. Tra queste vicende si inserisce quella del cognato Gioacchino Murat che, dopo averlo tradito inizialmente per conservare il suo trono di Napoli, con la ridiscesa in campo di Bonaparte decide di ritornare al suo fianco. Sconfitto Napoleone a Waterloo, il destino vedrà i suoi sostenitori cadere uno ad uno, tra cui il Murat. In un tentativo di sollevamento dei popoli italiani, il Murat pubblica il 30 marzo 1815 il suo Proclama di Rimini, in cui invita gli italiani a rivendicare la libertà contro l'ombra della prossima dominazione austriaca. La campagna militare ebbe un inizio propizio tanto che l'armata napoletana occupò Modena arrivando poi sino al Po, ma ad Occhiobello venne arrestata dagli austriaci che a quel punto passarono al contrattacco. Ben presto la superiorità tattica dell'esercito asburgico costrinse Murat ed i suoi luogotenenti ad arretrare, cedendo una ad una le province conquistate. Da buon discepolo di Napoleone, Murat ripose allora tutte le sue speranze in una grande battaglia campale da cui far dipendere le sorti dell'intera guerra. La battaglia di Tolentino del 2-3 maggio 1815 sancì invece la definitiva sconfitta dell'esercito murattiano che quasi in rotta fu costretto a ripassare il Tronto. Quella che gli storici ormai definiscono la prima guerra d'indipendenza italiana era finita, Murat perdeva il suo regno (Trattato di Casalanza del 20 maggio 1815) e  il successivo 13 ottobre veniva fucilato a Pizzo Calabro a seguito del fallito tentativo di riconquistarlo.

## L'opera

### La reazione manzoniana
Manzoni fu fortemente impressionato dagli avvenimenti intercalanti tra la fine dell'epopea napoleonica e l'inizio del Regno Lombardo-Veneto. Dopo la composizione di Aprile 1814, lo scrittore e poeta milanese si accinse a scrivere dei versi che facessero da sfondo all'impresa murattiana in una possibile Italia unita. Destinata alla pubblicazione, la poesia fu da Manzoni nascosta per essere poi stampata solo nel 1848 insieme ad Aprile 1814.

### Analisi
La canzone, dai forti rimandi petrarcheschi, è composta da quattro strofe di dodici versi in endecasillabi e, dal punto di vista tematico, insiste sull'unità di tutti i popoli italiani e non sulle "piccole patrie", come invece teorizzava qualche decennio prima Vittorio Alfieri. Solo l'unità («Liberi non sarem se non siam uni», v. 35) può far sì che l'uomo del destino, il Murat in veste di novello Mosé (cfr. la quarta strofa), può permettere all'Italia di ribellarsi alle «offese» (v. 6) e ai «re tutti anelanti a farle oltraggio» (v. 8), ovvero agli stranieri pronti a divorare l'Italia nel «d'Europa...convito» (v. 15), ossia il Congresso di Vienna. 
Il tema dell'Italia «in disparte», con «al labbro il dito» (v. 19), risuona ancora nella terza strofa, dove una serie di domande retoriche si pongono la questione se il popolo italiano sia privo ancora della forza d'animo e del coraggio degli antichi romani («del latte antico», v. 27). La risposta è che manca un uomo che possa sorgere per unire gli Italiani e ridar loro speranza. Alla tematica civile si unisce quella mistica cristiana (da notare anche lo stesso periodo della composizione delle odi civili con gli Inni Sacri), in cui Dio si unisce agli oppressi e «gli oppressor confonde» (v. 46). La quinta strofa, interrotta, vede ancora Murat che, supportato da Dio, riunirà i popoli d'Italia in uno solo per combattere lo straniero.